# Selman Abraham Waksman
Selman Abraham Waksman (n.22 iulie 1888 - d.16 august 1973) a fost un biochimist ajuns celebru datorită cercetărilor sale cu privire la substanțe organice și la descompunerea acestora, cercetări care au dus, în 1943, la descoperirea streptomicinei. În  1952 a primit Premiul Nobel pentru fiziologie sau medicină.

## Viața
S-a născut în Nova Prîluka, Ucraina, în apropiere de Kiev în casa  lui Jacob Waksman și a Fridiei London.  Educația și-a primit-o inițial de la profesori particulari, după care și-a continuat studiile la Odessa. Aici a obținut  diploma de bacalaureat în 1910. Imediat după obținerea diplomei a imigrat în SUA, unde a absolvit, în 1915, Colegiul Rutgers din New Jersey, unde și-a luat licența în agricultură. 
A efectuat cercetări în domeniul bacteriologiei solului, la Stațiunea Agricolă Experimentală din New Jersey, sub îndrumarea doctorului J.G. Lipman, după care a trecut cu succes examenul de masterat în 1916. În același an, Waksman a fost naturalizat cetățean american și a fost numit cercetător asociat la Universitatea California, unde și-a luat doctoratul în biochimie, în 1918. La invitația lui Lipman, revine la Rutgers, unde a primit un post de microbiolog în cadrul  Departamentului de biochimie și microbiologie. La Universitatea Rutgers, Waksman a descoperit câteva antibiotice, între care actinomycin, clavacin, streptothricin, streptomycin, grisein, neomycin, fradicin, candicidin, candidin și altele. Două dintre ele, streptomycin și neomycin, și-au găsit aplicații extinse în tratamentul multor boli infecțioase. Streptomycin a fost primul antibiotic care a putut fi folosit pentru a vindeca tuberculoza. Waksman este considerat a fi creatorul termenului de "antibiotic".

Circumstanțele și meritul descoperii streptomicinei au fost vehement contestate de unul din studenții lui Waksman, Albert Schatz, care i-a intentat un proces. Rezultatul procesului a fost, pe de o parte, o despăgubire substanțială pentru Schatz și, pe de altă parte, hotărârea judecătorului ca Waksman și Schatz să fie considerați codescoperitori ai streptomicinei. Schatz a avut câștig de cauză pentru că el a fost cel care, sub îndrumarea lui Waksman, a efectuat lucrările de laborator, folosind tehnicile, echipamentul și laboratorul lui Waksman. 
Cu această ocazie, s-a pus și problema dacă nu ar fi trebuit ca și Schatz să fie inclus în Premiul Nobel atribuit în 1952, dar s-a argumentat că Waksman nu a primit premiul numai pentru descoperirea streptomicinei, ci și pentru dezvoltarea metodelor și tehnicilor care au permis nu numai această descoperire, ci și descoperirea multor altor antibiotice.
A murit în 1973 și a fost înmormântat la Woods Hole, Massachusetts.

## Opera
Iată câteva cărți scrise de Waksman:
- Enzymes  (1926)
- Principles of Soil Microbiology (1938)
- My Life with the Microbes (1954) (autobiografie)

## Legături extene
- Nobel Prize: Selman Waksman
- Waksman Foundation for Microbiology
- Streptomycin, Schatz v. Waksman, and the Balance of Credit for Discovery
- Findagrave: Selman Waksman
- Selman Waksman - Premiul Nobel pentru Medicină 1952[nefuncțională]
, 20 septembrie 2008, Jurnalul Național

1. ↑  Autoritatea BnF, accesat în 10 octombrie 2015
2. ↑  Notable Names Database